# Pallavolo ai XXXII Giochi del Sud-est asiatico - Torneo maschile
Il torneo maschile di pallavolo ai XXXII Giochi del Sud-est asiatico si è svolto dal 3 all'8 maggio 2023 a Phnom Penh, in Cambogia, durante i XXXII Giochi del Sud-est asiatico: al torneo hanno partecipato otto squadre nazionali del Sud-est asiatico e la vittoria finale è andata per la dodicesima volta, la terza consecutiva, all'Indonesia.

## Impianti
|                                                                     |  |  |
|                                                                     |  |  |
| Complesso olimpico Città: Phnom Penh Capienza: - Anno d'apertura: - |  |  |

## Regolamento

### Formula
La formula ha previsto:
- Fase a gironi, disputata con girone all'italiana: le prime due classificate di ogni girone hanno acceduto alla fase finale per il primo posto, mentre le ultime due classificate hanno acceduto alla fase finale per il quinto posto.
- Fase finale, disputata con:
  - Fase finale per il primo posto, giocata con semifinali, finale per il terzo posto e finale.
  - Fase finale per il quinto posto, giocata con semifinali, finale per il settimo posto e finale per il quinto posto.

### Criteri di classifica
Se il risultato finale è stato di 3-0 o 3-1 sono stati assegnati 3 punti alla squadra vincente e 0 a quella sconfitta, se il risultato finale è stato di 3-2 sono stati assegnati 2 punti alla squadra vincente e 1 a quella sconfitta.
L'ordine del posizionamento in classifica è stato definito in base a:
- Numero di partite vinte;
- Punti;
- Ratio dei set vinti/persi;
- Ratio dei punti realizzati/subiti;
- Risultati degli scontri diretti.

## Squadre partecipanti
| Squadra    | Qualificazione      | Ultima partecipazione |
| ---------- | ------------------- | --------------------- |
| Birmania   | Wild card           | Quang Ninh 2021       |
| Cambogia   | Paese organizzatore | Quang Ninh 2021       |
| Filippine  | Wild card           | Quang Ninh 2021       |
| Indonesia  | Wild card           | Quang Ninh 2021       |
| Malaysia   | Wild card           | Quang Ninh 2021       |
| Singapore  | Wild card           | Pasig 2019            |
| Thailandia | Wild card           | Quang Ninh 2021       |
| Vietnam    | Wild card           | Quang Ninh 2021       |

## Torneo

### Fase a gironi
| Girone A  | Girone B   |
| --------- | ---------- |
| Cambogia  | Birmania   |
| Filippine | Malaysia   |
| Indonesia | Thailandia |
| Singapore | Vietnam    |

#### Girone A

##### Risultati
| 3 maggio 2023 Complesso olimpico, Phnom Penh Durata: ? - Spettatori: ? | Filippine | 0 - 3 | Indonesia | 18-25, 18-25, 23-25 |
| 3 maggio 2023 Complesso olimpico, Phnom Penh Durata: ? - Spettatori: ? | Cambogia  | 3 - 0 | Singapore | 25-14, 25-19, 25-20 |
| 4 maggio 2023 Complesso olimpico, Phnom Penh Durata: ? - Spettatori: ? | Singapore | 0 - 3 | Indonesia | 27-29, 8-25, 10-25  |
| 4 maggio 2023 Complesso olimpico, Phnom Penh Durata: ? - Spettatori: ? | Cambogia  | 3 - 0 | Filippine | 25-18, 25-18, 25-17 |
| 6 maggio 2023 Complesso olimpico, Phnom Penh Durata: ? - Spettatori: ? | Filippine | 0 - 3 | Singapore | 23-25, 21-25, 18-25 |
| 6 maggio 2023 Complesso olimpico, Phnom Penh Durata: ? - Spettatori: ? | Indonesia | 3 - 0 | Cambogia  | 25-18, 25-21, 25-16 |

##### Classifica
| Pos. | Squadra   | Pt | G | V | P | SV | SP | Ratio | PF  | PS  | Ratio |
| ---- | --------- | -- | - | - | - | -- | -- | ----- | --- | --- | ----- |
| 1.   | Indonesia | 9  | 3 | 3 | 0 | 9  | 0  | MAX   | 229 | 159 | 1,440 |
| 2.   | Cambogia  | 6  | 3 | 2 | 1 | 6  | 3  | 2,000 | 205 | 181 | 1,132 |
| 3.   | Singapore | 3  | 3 | 1 | 2 | 3  | 6  | 0,500 | 173 | 216 | 0,800 |
| 4.   | Filippine | 0  | 3 | 0 | 3 | 0  | 9  | 0,000 | 174 | 225 | 0,773 |

      Qualificata alle semifinali per il primo posto.
      Qualificata alle semifinali per il quinto posto.

#### Girone B

##### Risultati
| 3 maggio 2023 Complesso olimpico, Phnom Penh Durata: ? - Spettatori: ? | Malaysia   | 0 - 3 | Thailandia | 20-25, 17-25, 20-25        |
| 3 maggio 2023 Complesso olimpico, Phnom Penh Durata: ? - Spettatori: ? | Birmania   | 0 - 3 | Vietnam    | 14-25, 21-25, 18-25        |
| 4 maggio 2023 Complesso olimpico, Phnom Penh Durata: ? - Spettatori: ? | Malaysia   | 3 - 1 | Birmania   | 22-25, 25-21, 25-14, 25-20 |
| 4 maggio 2023 Complesso olimpico, Phnom Penh Durata: ? - Spettatori: ? | Thailandia | 3 - 1 | Vietnam    | 23-25, 25-17, 25-23, 25-23 |
| 6 maggio 2023 Complesso olimpico, Phnom Penh Durata: ? - Spettatori: ? | Birmania   | 0 - 3 | Thailandia | 18-25, 21-25, 17-25        |
| 6 maggio 2023 Complesso olimpico, Phnom Penh Durata: ? - Spettatori: ? | Vietnam    | 3 - 0 | Malaysia   | 25-18, 25-20, 25-23        |

##### Classifica
| Pos. | Squadra    | Pt | G | V | P | SV | SP | Ratio | PF  | PS  | Ratio |
| ---- | ---------- | -- | - | - | - | -- | -- | ----- | --- | --- | ----- |
| 1.   | Thailandia | 9  | 3 | 3 | 0 | 9  | 1  | 9,000 | 248 | 201 | 1,233 |
| 2.   | Vietnam    | 6  | 3 | 2 | 1 | 7  | 3  | 2,333 | 238 | 212 | 1,122 |
| 3.   | Malaysia   | 3  | 3 | 1 | 2 | 3  | 7  | 0,428 | 215 | 230 | 0,934 |
| 4.   | Birmania   | 0  | 3 | 0 | 3 | 1  | 9  | 0,111 | 189 | 247 | 0,765 |

      Qualificata alle semifinali per il primo posto.
      Qualificata alle semifinali per il quinto posto.

### Fase finale

#### Finali 1º e 3º posto
|  | Semifinali | Semifinali | Semifinali |          |    | Finale          | Finale          | Finale          |  |
|  |            |            |            |          |    |                 |                 |                 |  |
|  | 1A         | Indonesia  | 3          |          |    |                 |                 |                 |  |
|  | 1A         | Indonesia  | 3          |          |    |                 |                 |                 |  |
|  | 2B         | Vietnam    | 0          |          |    |                 |                 |                 |  |
|  | 2B         | Vietnam    | 0          |          | 1A | Indonesia       | 3               |                 |  |
|  |            |            |            |          | 1A | Indonesia       | 3               |                 |  |
|  |            |            | 2A         | Cambogia | 0  |                 |                 |                 |  |
|  | 1B         | Thailandia | 2A         | Cambogia | 0  | 2               |                 |                 |  |
|  | 1B         | Thailandia |            |          |    | 2               |                 |                 |  |
|  | 2A         | Cambogia   | 3          |          |    | Finale 3º posto | Finale 3º posto | Finale 3º posto |  |
|  | 2A         | Cambogia   | 3          |          |    |                 |                 |                 |  |
|  |            |            |            |          |    |                 |                 |                 |  |
|  |            |            |            |          |    | 2B              | Vietnam         | 3               |  |
|  |            |            |            |          |    | 2B              | Vietnam         | 3               |  |
|  |            |            |            |          |    | 1B              | Thailandia      | 0               |  |

##### Semifinali
| 7 maggio 2023 Complesso olimpico, Phnom Penh Durata: ? - Spettatori: ? | Indonesia  | 3 - 0 | Vietnam  | 30-28, 25-19, 25-18               |
| 7 maggio 2023 Complesso olimpico, Phnom Penh Durata: ? - Spettatori: ? | Thailandia | 2 - 3 | Cambogia | 25-18, 25-21, 21-25, 16-25, 10-15 |

##### Finale 3º posto
| 8 maggio 2023 Complesso olimpico, Phnom Penh Durata: ? - Spettatori: ? | Vietnam | 3 - 0 | Thailandia | 25-18, 25-20, 25-20 |

##### Finale
| 8 maggio 2023 Complesso olimpico, Phnom Penh Durata: ? - Spettatori: ? | Indonesia | 3 - 0 | Cambogia | 25-21, 25-10, 25-15 |

#### Finali 5º e 7º posto
|  | Semifinali | Semifinali | Semifinali |           |    | Finale 5º posto | Finale 5º posto | Finale 5º posto |  |
|  |            |            |            |           |    |                 |                 |                 |  |
|  | 3A         | Singapore  | 3          |           |    |                 |                 |                 |  |
|  | 3A         | Singapore  | 3          |           |    |                 |                 |                 |  |
|  | 4B         | Birmania   | 0          |           |    |                 |                 |                 |  |
|  | 4B         | Birmania   | 0          |           | 3A | Singapore       | 1               |                 |  |
|  |            |            |            |           | 3A | Singapore       | 1               |                 |  |
|  |            |            | 4A         | Filippine | 3  |                 |                 |                 |  |
|  | 3B         | Malaysia   | 4A         | Filippine | 3  | 2               |                 |                 |  |
|  | 3B         | Malaysia   |            |           |    | 2               |                 |                 |  |
|  | 4A         | Filippine  | 3          |           |    | Finale 7º posto | Finale 7º posto | Finale 7º posto |  |
|  | 4A         | Filippine  | 3          |           |    |                 |                 |                 |  |
|  |            |            |            |           |    |                 |                 |                 |  |
|  |            |            |            |           |    | 4B              | Birmania        | 3               |  |
|  |            |            |            |           |    | 4B              | Birmania        | 3               |  |
|  |            |            |            |           |    | 3B              | Malaysia        | 2               |  |

##### Semifinali
| 7 maggio 2023 Complesso olimpico, Phnom Penh Durata: ? - Spettatori: ? | Singapore | 3 - 0 | Birmania  | 25-23, 27-25, 25-22               |
| 7 maggio 2023 Complesso olimpico, Phnom Penh Durata: ? - Spettatori: ? | Malaysia  | 2 - 3 | Filippine | 19-25, 25-20, 21-25, 26-24, 15-17 |

##### Finale 7º posto
| 8 maggio 2023 Complesso olimpico, Phnom Penh Durata: ? - Spettatori: ? | Birmania | 3 - 2 | Malaysia | 25-22, 25-17, 23-25, 18-25, 15-13 |

##### Finale 5º posto
| 8 maggio 2023 Complesso olimpico, Phnom Penh Durata: ? - Spettatori: ? | Singapore | 1 - 3 | Filippine | 23-25, 25-23, 22-25, 23-25 |

## Classifica finale
| Pos | Squadra    | Rosa |
| --- | ---------- | --- |
|     | Indonesia  | Formazione: 1 Novian, 2 Arabi, 4 Kurniawan, 6 Malizi, 9 Putra, 10 Putratama, 12 Nurmulki, 13 Zulfi, 14 Halim, 15 Zulfikri, 17 Anggara, 19 Abhinaya, 21 Haryono, 23 Munawar, CT: Jiang                           |
|     | Cambogia   | Formazione: Khim, Chheang, Born, Pin, Din, Voeurn, Soeurn, Mouen, Kuon, Phol, Soun, Mourn, Phol, An, CT: - |
|     | Vietnam    | Formazione: 1 Trung Trực, 2 Duy Phúc, 3 Văn Đức, 4 Trọng Nghĩa, 5 Văn Quốc Duy, 7 Văn Nam, 8 Duy Tuyến, 9 Thanh Thuận, 12 Thanh Hải, 14 Ngọc Hoàng, 15 Văn Duy, 17 Ngọc Thuân, 18 Văn Tiên, 20 Văn Hoàn, CT: -  |
| 4.  | Thailandia | Formazione: 3 Konhan, 4 Promchan, 9 Bhinijdee, 11 Sanhatham, 12 Taweerat, 13 Maneewong, 14 Charoensuk, 16 Koonmee, 17 Charoensuk, 18 Donlakkham, 20 Khongrueng, 22 Phanram, 25 Nilsawai, 27 Khumpumee, CT: Park |
| 5.  | Filippine  | Formazione: Mangulabnan, Dayandante, Lorenzo, Disquitado, Vicente, Sumagaysay, Rotter, Dela Noche, Ordiales, Umandal, Taguibolos, Josafat, de Guzman, Sumanguid, CT: -                                          |
| 6.  | Singapore  | Formazione: Yuan, Bim, Feng, Yao, Hao, Kai, Singh, Khuen, Shaugi, A. Jie, En, Wong, Wei, N. Jie, CT: - |
| 7.  | Birmania   | Formazione: Soe, Htoo, Aung, Z.L. Tun, H. Kyaw, Thu, Z.M. Tun, K. Kyaw, Ko, Zaw, Wai, Oo, CT: - |
| 8.  | Malaysia   | Formazione: 1 Ramu, 3 Muharia, 5 Lee, 6 Kang, 7 Shon, 8 Lim, 9 Sim, 10 Tan, 11 Chia, 12 Sim, 14 Hafizuddin, 15 Shahrizan, 17 Fahmi, 18 Shazrime, CT: -                                                          |